# كارلوس والتر غالان باري
كارلوس والتر غالان باري (بالإسبانية: Carlos Galán)‏ هو قسيس أرجنتيني، ولد في 31 مايو 1925، وتوفي في 25 يناير 2003.